# Bures-sur-Yvette
Bures-sur-Yvette és un municipi francès, situat al departament de l'Essonne i a la regió de Illa de França. L'any 2007 tenia 9.773 habitants.
Forma part del cantó de Gif-sur-Yvette i districte de Palaiseau. I des del 2016 de la Comunitat d'aglomeració París-Saclay.

## Demografia

### Població
El 2007 la població de fet de Bures-sur-Yvette era de 9.773 persones. Hi havia 3.764 famílies, de les quals 1.177 eren unipersonals (601 homes vivint sols i 576 dones vivint soles), 1.152 parelles sense fills, 1.226 parelles amb fills i 209 famílies monoparentals amb fills.
La població ha evolucionat segons el següent gràfic:
Habitants censats

### Habitatges
El 2007 hi havia 4.062 habitatges, 3.850 eren l'habitatge principal de la família, 78 eren segones residències i 134 estaven desocupats. 2.573 eren cases i 1.441 eren apartaments. Dels 3.850 habitatges principals, 2.550 estaven ocupats pels seus propietaris, 1.190 estaven llogats i ocupats pels llogaters i 110 estaven cedits a títol gratuït; 567 tenien una cambra, 340 en tenien dues, 520 en tenien tres, 687 en tenien quatre i 1.736 en tenien cinc o més. 2.940 habitatges disposaven pel capbaix d'una plaça de pàrquing. A 1.676 habitatges hi havia un automòbil i a 1.627 n'hi havia dos o més.

### Piràmide de població
La piràmide de població per edats i sexe el 2009 era:
| Homes | Edats   | Dones |
| ----- | ------- | ----- |
| 0     | 95 o +  | 4     |
| 8     | 90 a 94 | 20    |
| 36    | 85 a 89 | 40    |
| 36    | 80 a 84 | 40    |
| 56    | 75 a 79 | 88    |
| 132   | 70 a 74 | 144   |
| 212   | 65 a 69 | 208   |
| 248   | 60 a 64 | 260   |
| 316   | 55 a 59 | 272   |
| 368   | 50 a 54 | 376   |
| 336   | 45 a 49 | 448   |
| 352   | 40 a 44 | 368   |
| 276   | 35 a 39 | 300   |
| 248   | 30 a 34 | 236   |
| 300   | 25 a 29 | 244   |
| 772   | 20 a 24 | 616   |
| 440   | 15 a 19 | 376   |
| 324   | 10 a 14 | 356   |
| 236   | 5 a 9   | 256   |
| 228   | 0 a 4   | 164   |

## Economia
El 2007 la població en edat de treballar era de 6.924 persones, 4.421 eren actives i 2.503 eren inactives. De les 4.421 persones actives 4.132 estaven ocupades (2.154 homes i 1.978 dones) i 289 estaven aturades (146 homes i 143 dones). De les 2.503 persones inactives 438 estaven jubilades, 1.712 estaven estudiant i 353 estaven classificades com a «altres inactius».

### Ingressos
El 2009 a Bures-sur-Yvette hi havia 3.382 unitats fiscals que integraven 8.951,5 persones, la mediana anual d'ingressos fiscals per persona era de 32.010 €.

### Activitats econòmiques
Dels 298 establiments que hi havia el 2007, 1 era d'una empresa extractiva, 5 d'empreses alimentàries, 1 d'una empresa de fabricació de material elèctric, 5 d'empreses de fabricació d'altres productes industrials, 26 d'empreses de construcció, 39 d'empreses de comerç i reparació d'automòbils, 9 d'empreses de transport, 11 d'empreses d'hostatgeria i restauració, 21 d'empreses d'informació i comunicació, 11 d'empreses financeres, 31 d'empreses immobiliàries, 69 d'empreses de serveis, 49 d'entitats de l'administració pública i 20 d'empreses classificades com a «altres activitats de serveis».
Dels 56 establiments de servei als particulars que hi havia el 2009, 1 era una oficina de correu, 4 oficines bancàries, 3 tallers de reparació d'automòbils i de material agrícola, 1 establiment de lloguer de cotxes, 2 autoescoles, 6 paletes, 4 guixaires pintors, 2 fusteries, 5 lampisteries, 2 electricistes, 2 empreses de construcció, 4 perruqueries, 1 veterinari, 6 restaurants, 8 agències immobiliàries, 1 tintoreria i 4 salons de bellesa.
Dels 11 establiments comercials que hi havia el 2009, 1 era un hipermercat, 1 una gran superfície de material de bricolatge, 1 una botiga de més de 120 m², 4 fleques, 1 una fleca, 2 llibreries i 1 una joieria.

## Equipaments sanitaris i escolars
El 2009 hi havia 1 psiquiàtric, 1 centre de salut, 3 farmàcies i 1 ambulància.
El 2009 hi havia 3 escoles maternals i 3 escoles elementals. Bures-sur-Yvette disposava d'un col·legi d'educació secundària amb 457 alumnes.
Bures-sur-Yvette disposava de 2 centres de formació no universitària superior, des quals1 era de formació tècnica i 1 de formació sanitària.

## Poblacions més properes
El següent diagrama mostra les poblacions més properes.